# Kostel svatého Václava (Bohnice)
Kostel svatého Václava se nachází uprostřed areálu bohnické psychiatrické léčebny naproti hlavnímu vchodu. Jedná se o významné dílo architekta a projektanta Václava Roštlapila, mimo jiné autora Strakovy akademie – sídla vlády České republiky. Kostel je postaven v secesním stylu a stavební práce prováděla firma významného prvorepublikového podnikatele a politika Otakara Nekvasila. Navzdory historickým okolnostem (v letech 1951 až 1989 sloužil převážně jako skladiště) kostel v současné době slouží svému původnímu účelu.

## Dějiny kostela

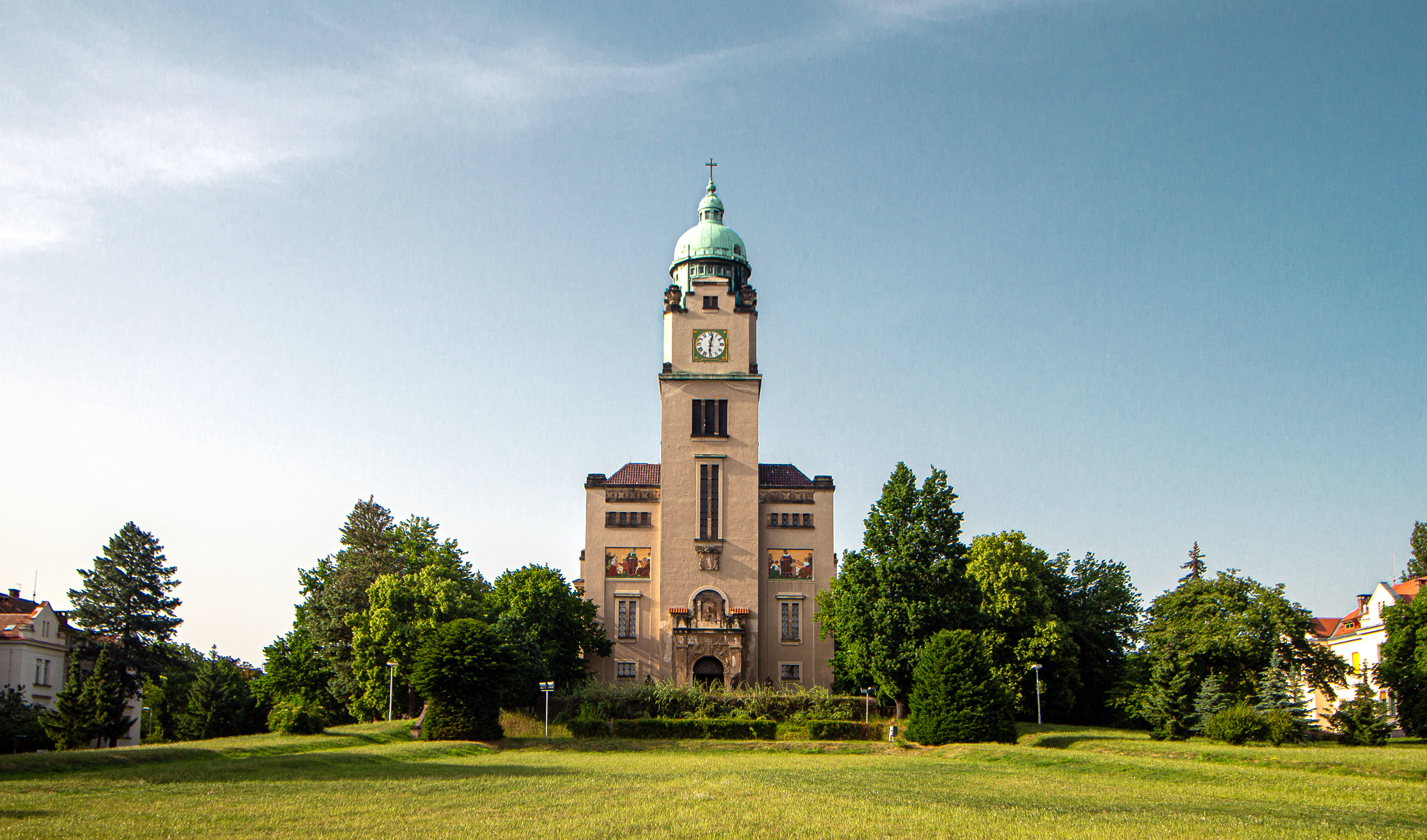
Pohled na průčelí kostela sv. Václava v roce 2023

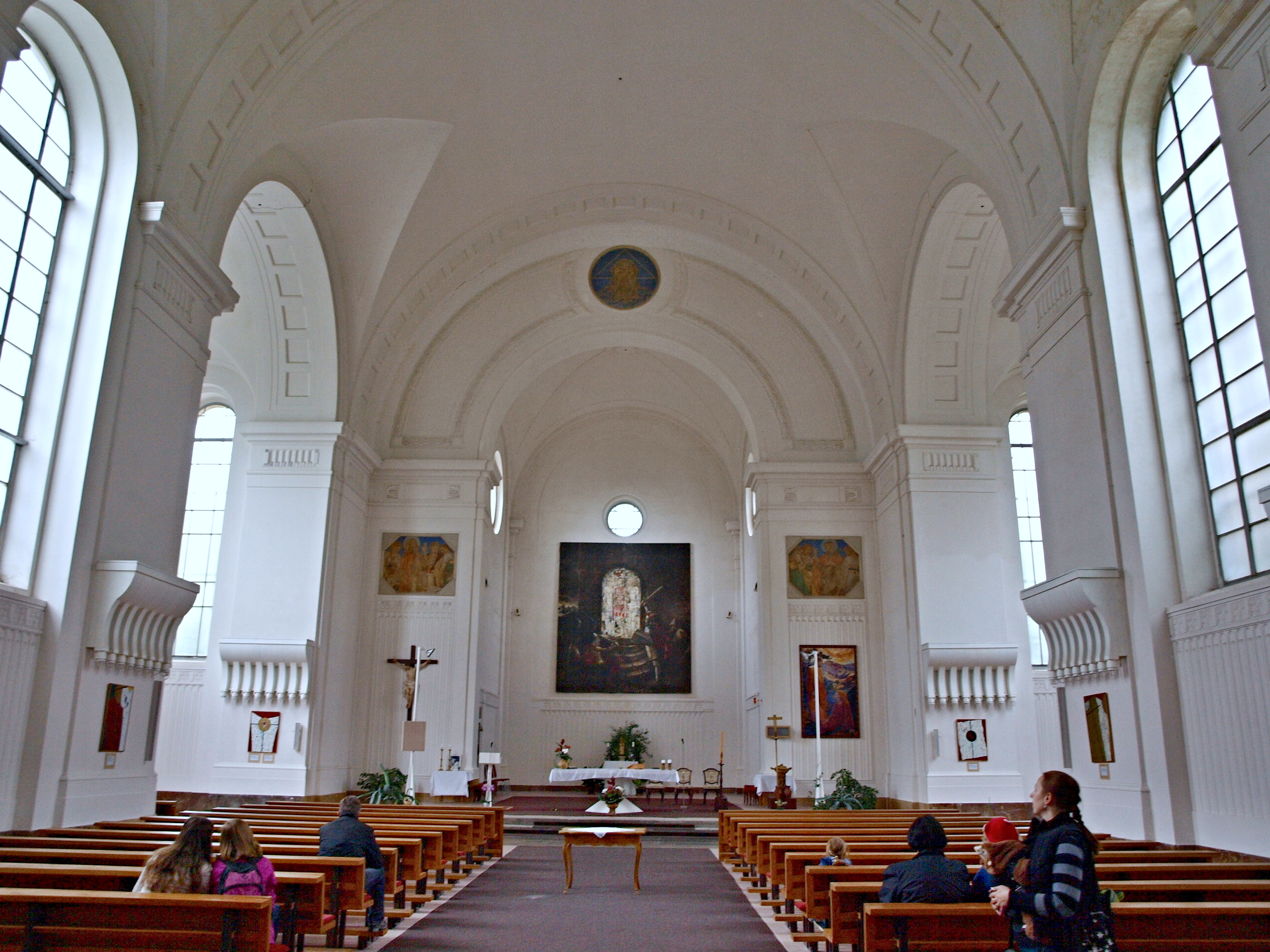
Interiér kostela

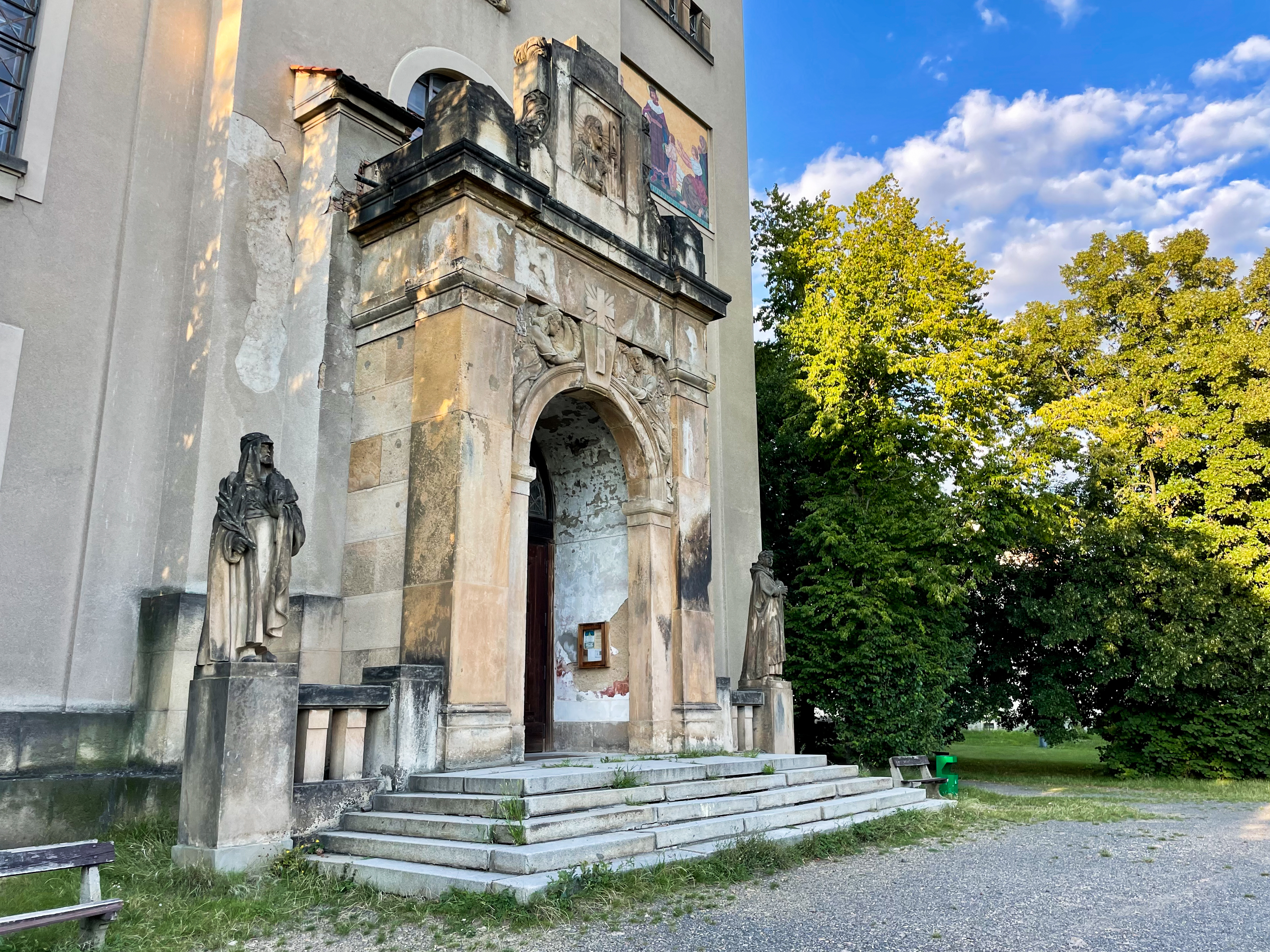
Vstupní portál kostela

Základní kámen kostela byl položen 17. prosince 1914. Kostel byl zasvěcen sv. Václavovi pomocným biskupem pražským Janem Sedlákem a 1. listopadu 1919 byl hotový kostel předán do užívání jak pacientům psychiatrické nemocnice, tak všem obyvatelům Bohnic.

### Devastace kostela
Hlavní věž kostela měří 55 metrů a za II. světové války byla v plánu její demolice německými okupanty. Němci se obávali toho, aby její měděná báň nebyla použita jako orientační bod při leteckých náletech spojeneckých vojsk na Prahu v letech 1944 a 1945. Ke zbourání věže tehdy nedošlo, skutečná katastrofální devastace čekala kostel později.
Po únoru 1948 velkou část Psychiatrické léčebny, včetně kostela, proměnilo tehdejší Ministerstvo obrany ve vojenská kasárna a stanoviště protivzdušné obrany Prahy. Kostel byl odsvěcen, všechen inventář odvezen, co nebylo odvezeno, bylo zcela zničeno. Nejprve měl kostel sloužit jako kinosál, později jako tělocvična, ale nakonec se z něj stalo skladiště zeleniny.
Kupříkladu ze svatých na kostelních oknech si vojáci udělali střelecké terče. Vnitřní zařízení kostela bylo rozvezeno do tří kostelů: socha Madony a hlavní oltář do kostela ve Velkém Oseku u Kolína. Vzhledem k tomu, že kostel ve Velkém Oseku je zasvěcen Božskému Srdci Páně, se tam obraz sv. Václava na koni příliš nehodil. Obraz se ztratil neznámo kam. Obrazy věrozvěstů v kostele ve Velkém Oseku zůstaly a visí na postranních zdech kostela. Obrazy křížové cesty, lavice, zpovědnice a kazatelna byly odvezeny do farního kostela sv. Vojtěcha v Praze-Libni. Varhany dostal kostel sv. Jana Nepomuckého v Praze-Košířích.

### Nové vysvěcení
Po opuštění kostela armádou sloužil kostel jako skladiště, a poté jako depozitář soch památkové péče. V roce 1990 bylo vyhověno žádosti psychiatrické kliniky o vyklizení kostela a zároveň byla zahájena jeho rekonstrukce.
Kostel sv. Václava byl z iniciativy prvního polistopadového ředitele léčebny MUDr. Zdeňka Bašného a ve spolupráci s arcibiskupstvím pražským obnoven a na svátek Panny Marie Lurdské 11. února roku 1993, který byl z podnětu papeže sv. Jana Pavla II. v tom roce poprvé slaven jako Světový den nemocných, znovu vysvěcen tehdejším arcibiskupem pražským Miloslavem kardinálem Vlkem, za přítomnosti papežského nuncia Giovanniho Coppy.
Také za jejich nástupců, ředitele nemocnice Martina Hollého a pražského arcibiskupa Dominika kardinála Duky, je pokračováno nejen v rozvíjení duchovní péče o nemocné přímo na pavilonech založením Týmu spirituální péče, který od roku 2009 koordinuje nemocniční kaplan Mgr. Jaromír Odrobiňák, ale také v doplňování výzdoby a vybavení nemocničního kostela, které inicioval katolický kněz Jan Kofroň.

### Současnost
V kostele sv. Václava, který byl původně vystavěn pro katolickou liturgii, jsou v současnosti pravidelně slouženy kromě nedělních římskokatolických bohoslužeb (kněžími Janem Kofroněm a Pavlem Klimovičem), také bohoslužby evangelické (faráři Ondřejem Kolářem a Miroslavem Erdingerem), dále husitské bohoslužby (farářem Jiřím Chválou) a pod vedením terapeuta Pavla Hynka probíhají pondělní setkání nad Biblí. Mimo liturgických a terapeutických účelů je nemocniční kostel využíván rovněž pro konání kulturních akcí, které se už staly součásti komunitního života nejen Prahy 8.
Není též bez zajímavosti, že firma Hainz, která do věže roku 1922 instalovala hodiny, se o ně stará do současnosti. Do věže kostela, která je od II. světové války bez zvonů (všechny tři byly posvěceny 21. prosince 1930) není z bezpečnostních důvodů povolen vstup.

## Výzdoba kostela

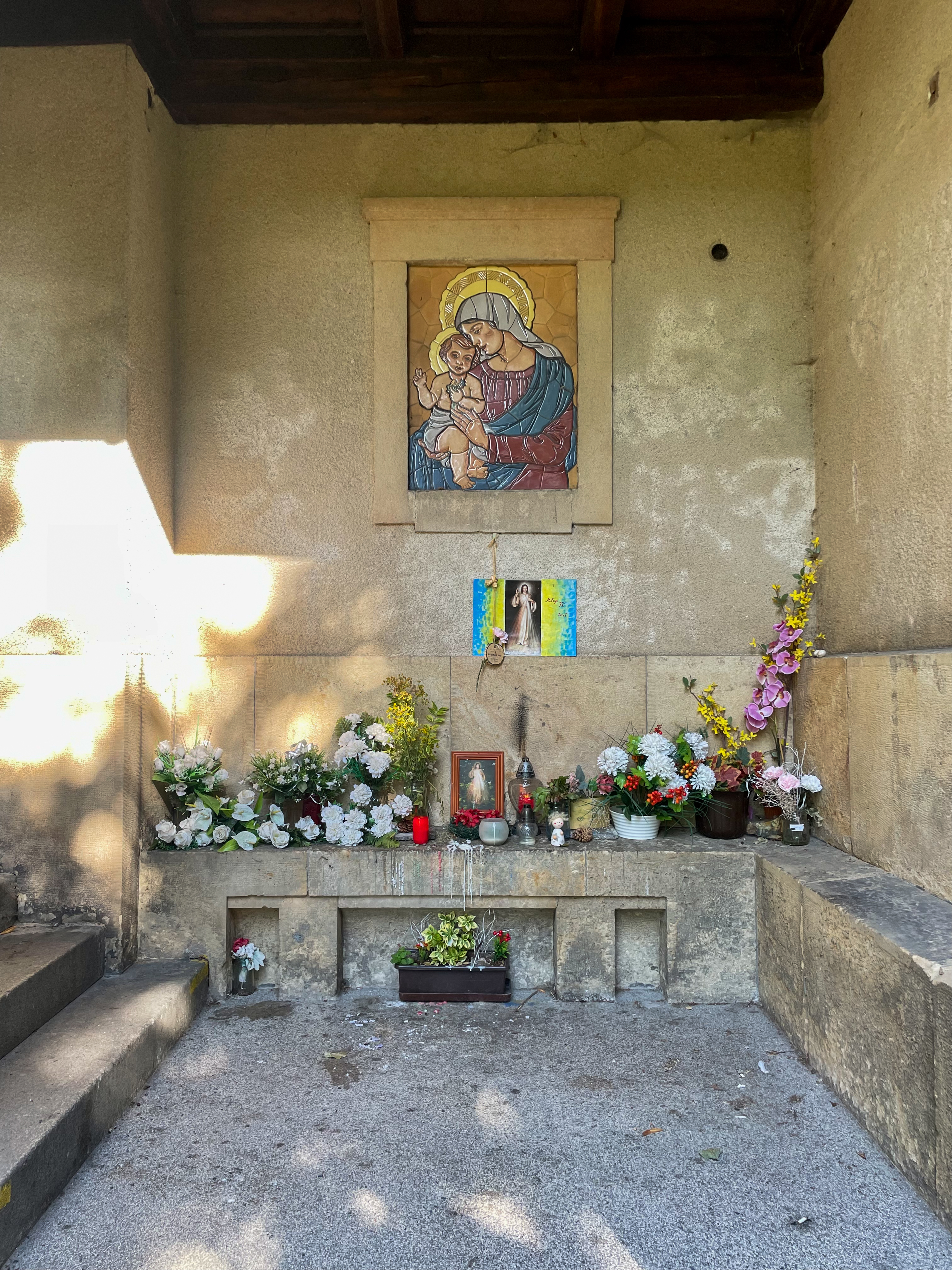
Vyobrazení Matky Boží s dítětem

Na jeho výzdobě se podílela řada dalších umělců: vstupní portál z pískovce a štukatury jsou od prof. Celdy (Celestina) Kloučka. Sochy patronů lékařského cechu sv. Kosmy a sv. Damiána vytvořil akademický sochař František Hergesel mladší. Akademický malíř Jindřich Hlavín pro kostel vytvořil barevná figurální okna, stejně jako venkovní obrazy z barevných glazurovaných dlaždic. Křížovou cestu namaloval malíř Rudl. Varhany pro tento kostel pocházely z Krnova a patřily prý mezi troje nejlepší varhany v Krnově vyrobené. 
Pro hlavní oltář namaloval tři obrazy akademický malíř Jakub Obrovský: uprostřed obraz sv. Václava na koni a po stranách slovanští věrozvěstové Cyril a Metoděj. Sochu Panny Marie bílého carrarského mramoru vytvořil akademický sochař Franta Úprka, bratr slavného malíře moravského Slovácka Joži Úprky.
U vchodu do sakristie, který se nachází na západní straně kostela a v současnosti je opatřen mříži z dílny uměleckého kováře Filipa Smyčka, je vyobrazení Matky Boží s dítětem, kam pacienti často přicházejí zapálit svíčky a vyslovit své modlitby, když je kostel zamčený.

## Pověry

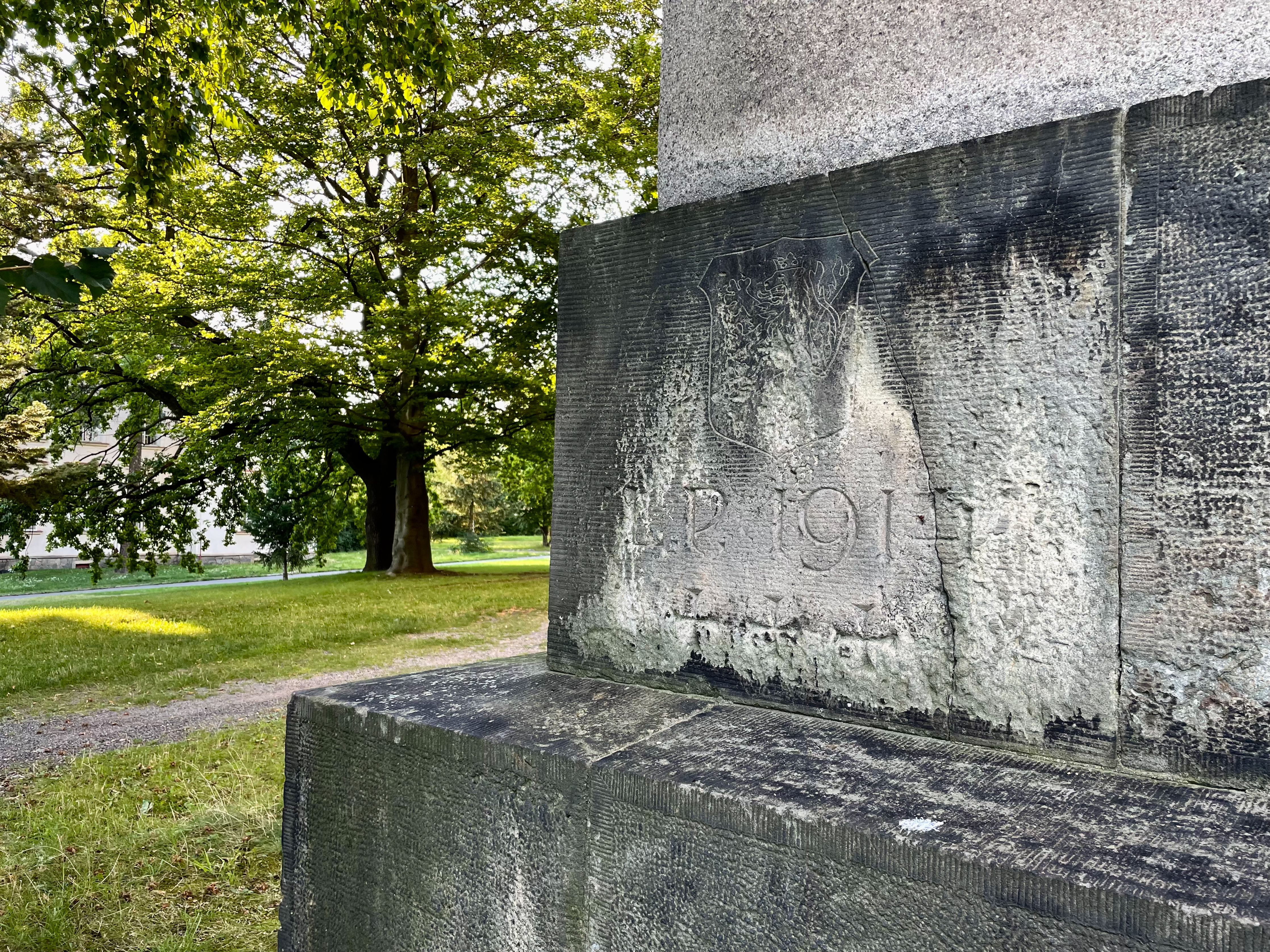
Základní kámen kostela s poškozeným českým lvem.

Traduje se, že mezi pacienty Pavilonu 23 bohnické psychiatrické léčebny započala na počátku 20. let nového tisíciletí pověra, že pokud se chtějí dostat „ve zdraví a plně zotavení ven z léčebny, stačí prý pohladit“ silně poškozeného českého lva na základním kameni kostela z roku 1914. Základní kámen se nachází na samém rohu kostela nalevo od vstupního portálu.